# 葛慧君
葛慧君（1963年3月—），女，汉族，浙江诸暨人，中华人民共和国政治人物。1982年5月加入中国共产党，中央党校在职研究生学历，是中共第十八届、第十九届中央委员会候补委员。曾任中共浙江省委常委、省委宣传部部长，浙江省副省长，第十二届浙江省政协主席等职。现任第十二届山东省政协主席、省政协党组书记。

## 经历

### 早年
葛慧君是浙江诸暨市枫桥镇葛村人。早年曾在绍兴师范专科学校（现绍兴文理学院）政史专业学习。毕业后，被分配到浙江省诸暨中学任教，曾任校共青团委书记。1984年2月，任共青团诸暨县委副书记，开启从政之路。

### 从政
她长期在浙江地方工作，经共青团体系获得提拔。曾历任共青团诸暨县委副书记、书记，共青团绍兴市委书记；1992年12月，出任诸暨市副市长，1994年4月任中共诸暨市委副书记；1995年12月任会稽山旅游度假区管委会主任；1996年10月，升任共青团浙江省委副书记、省青联主席；2000年1月，出任任共青团浙江省委书记，并在共青团十四届五中全会上，被增补为共青团中央常委。在此期间，葛慧君还在中共中央党校世界经济专业进修，获在职研究生学历。
2003年9月，葛慧君出任中共宁波市副书记、市纪委书记；2005年3月，转任中共金华市委副书记，金华市代市长、市长。此时，习近平主政浙江，先后担任中共浙江省委副书记、省委书记，代理省长；是葛慧君的直属上级。2007年3月，习近平调上海工作，葛慧君在同年6月召开的中共浙江省委第十二届委员会第一次会议上，当选省委常委，跻身副省部级干部，时年44岁；同年7月起，任浙江省人民政府副省长，负责社会稳定、农业和农村工作等；后又兼任省委政法委副书记。 
2012年6月，葛慧君连任第十三届中共浙江省委常委，转任省委宣传部部长；还在同年11月召开的中共十八大上，当选中国共产党第十八届中央委员会候补委员。此后五年间，浙江举办了四届世界互联网大会，葛慧君兼任互联网大会组委会副主任，向世界推广互联网大会。2017年10月，连任第十九届中央委员会候补委员。
2018年1月29日，当选浙江省政协主席、第十三届全国政协委员，升任正部级。2018年5月，不再兼任中共浙江省委常委。
2022年1月15日，辞去浙江省政协主席职务。2022年1月16日，调任中共山东省政协党组书记，首次跨省任职。2022年1月26日，当选为山东省政协主席。